# 早稲田大学政治経済学術院

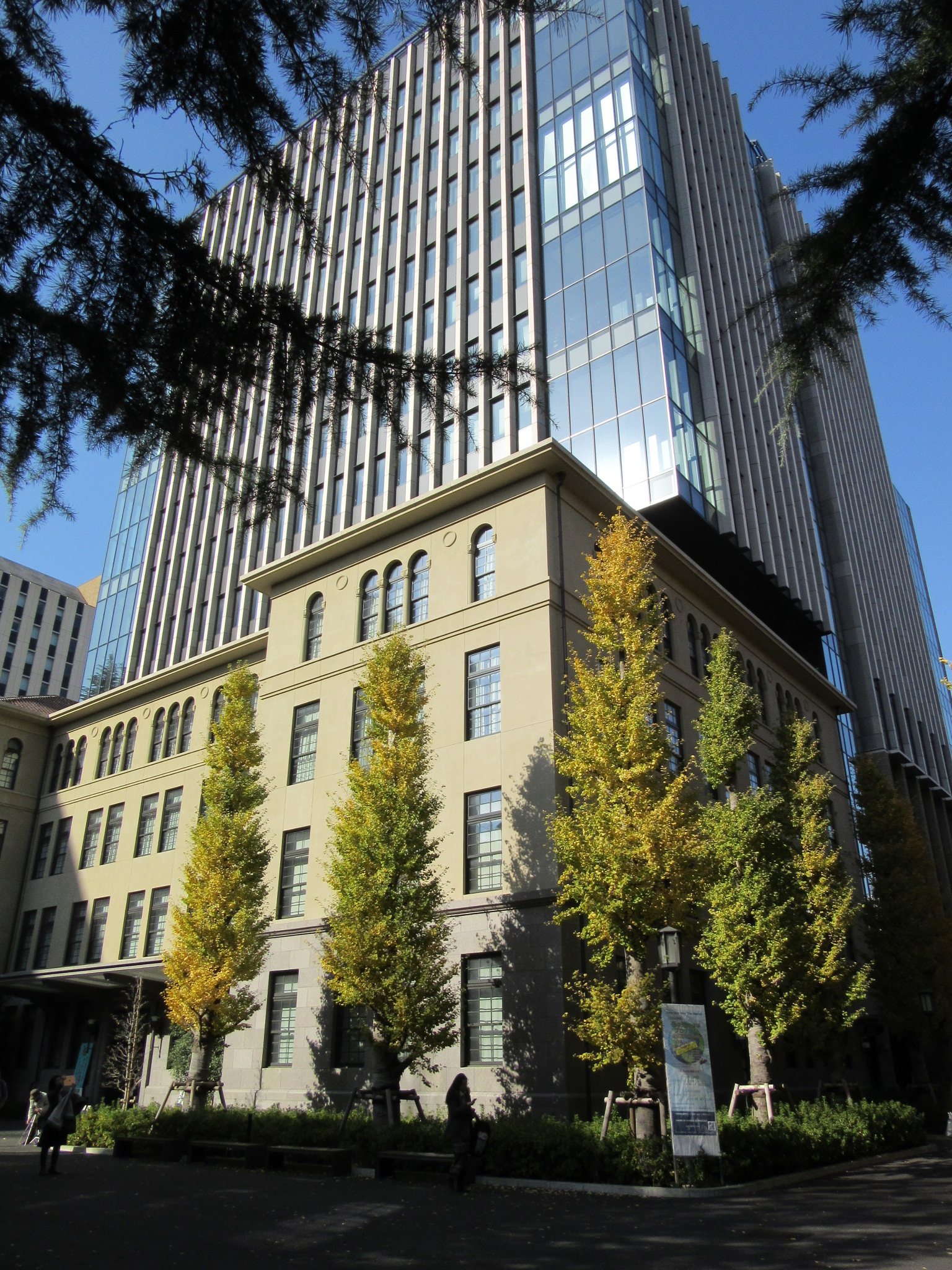
校舎（早稲田キャンパス3号館）

早稲田大学政治経済学術院（わせだだいがくせいじけいざいがくじゅついん Faculty of Political Science and Economics, Waseda University）とは、東京都新宿区西早稲田一丁目に所在する早稲田大学の学部および大学院研究科の組織。
政治経済学部、大学院政治学研究科、大学院経済学研究科、現代政治経済研究所(HP)、公共経営大学院(HP)からなる。

## 概要
2004年に早稲田大学が、以前は独立した機関として位置付けてきた学部・大学院研究科・研究所の一体的運営を目指し、系統ごとに学術院を設置したのに伴い発足した。伝統的な大学院である政治学研究科、経済学研究科を担当する専任教員は全員学部の学科もしくは教養・外国語部門に所属している。学部事務所、大学院事務所、研究所は早稲田キャンパスの3号館に存在する。

## 学部・学科
- 政治経済学部 (School of Political Science and Economics)
  - 政治学科(Department of Political Science)
  - 経済学科(Department of Economics)
  - 国際政治経済学科(Department of Global Political Economy)

## 大学院
- 政治学研究科(Graduate School of Political Science)[1]
  - 政治学コース(Political Science Course)
  - ジャーナリズムコース(Journalism Course)
  - グローバル公共政策コース（Glocal Public Policy Course）

- 経済学研究科(Graduate School of Economics)
  - 経済学コース(Economics course)
  - 高度職業人養成プログラム（実証分析） (Empirical Analysis Program 略称EAP)
  - 国際政治経済学コース(Global Political Economy Course)
  - 経済ジャーナリズムコースジャーナリズムコース(Economics Journalism Course)

- 公共経営大学院(Graduate School of Public Management)
※2020年度9月入学者を以って学生募集を停止し、政治学研究科内にグローバル公共政策コースを設置した[1]。

## 研究所
- 現代政治経済研究所(Waseda Institute of Political Economy)

## 教職員
- 浅野豊美（日本政治史・グローバルヒストリー）文部科学大臣表彰（令和４年度）、大平正芳記念賞（大平正芳記念財団）、吉田茂賞受賞
- 縣公一郎（行政学）
- 飯島昇藏（政治思想）
- 石井安憲（国際経済学）
- 石田光義（比較政治）
- 伊東孝之（東欧地域研究）
- 稲継裕昭（行政学）
- 大浜啓吉（行政法）
- 川岸令和（憲法学） 法科大学院教授を兼任
- 北川正恭（地方自治）元三重県知事，「せんたく」発起人代表
- 久米郁男（政治経済学）
- 河野勝（比較政治制度論）
- 齋藤純一（政治思想）
- 佐藤正志（西洋政治思想史）
- 白木三秀（国際人的資源管理論）
- 須賀晃一（厚生経済学）
- 鈴村興太郎（厚生経済学） 「日本学士院賞」受賞
- 多胡淳（国際政治） 「日本学術振興会賞」受賞
- 田中孝彦（国際政治史） 「大平正芳記念賞」受賞
- 田中愛治（投票行動論・実証政治分析）
- 谷川建司（メディア論）「京都映画文化賞」受賞
- 土屋礼子（メディア史）
- 都丸潤子（国際関係論・国際移動論） 「大平正芳記念賞」受賞
- 深川由起子（国際経済） 「大平正芳記念賞」受賞
- 堀口健治（農業経済学）
- 眞柄秀子（比較政治学）
- 宗像和重 （近代日本文学史）
- 毛里和子（現代中国の政治・外交） 「大平正芳記念賞」受賞
- 藪下史郎（理論経済学・金融論）
- 山本武利（メディア史）
- 山本武彦（国際政治）
- 吉野孝（アメリカ政治）
- 寄本勝美（地方自治・環境政策）
- 若田部昌澄（経済学史）
- 若林正丈（現代台湾政治論）
- 渡会勝義（経済学史）